# True Faith
"True Faith" é uma canção do New Order, co-escrita e co-produzida pela banda e Stephen Hague. Foi o primeiro single do New Order desde sua estréia "Ceremony" a ser lançado no Reino Unido como dois singles separados de 12". O segundo single de 12 "traz dois remixes de" True Faith "de Shep Pettibone. Ambas as versões do 12" (e também do 7" editado) incluem a canção "1963". "True Faith" é uma das canções mais populares do New Order.
O single alcançou a 4ª posição no Reino Unido em seu lançamento original em 1987. "True Faith" se tornou o primeiro single do New Order a chegar às paradas do Billboard Hot 100 e também se tornou um hit no top 40 nos Estados Unidos, chegando ao número 32.
Um "True Faith" remix 12 single e CD single foram lançados em 1994, e outro "True Faith" remix 12 single e CD single foram lançados em 2001. O remix de 1994 alcançou a 9ª posição no Reino Unido.

## Lançamentos originais
New Order escreveu e gravou "True Faith" e "1963" durante uma sessão de estúdio de 10 dias com o produtor Stephen Hague. As duas canções foram escritas como novo material para o primeiro álbum de compilação de singles do New Order, Substance 1987. Depois que as duas músicas foram gravadas, o empresário da banda nos Estados Unidos decidiu que "True Faith" era a faixa mais forte e seria lançada como o novo single, com "1963" como lado B ("1963" foi remixado e lançado como um single por direito próprio em 1994).
“Aquele não foi realmente um período feliz na vida do New Order”, lembrou Peter Hook . “Vamos apenas dizer que foi uma batalha para mim chegar lá, além de ajudar a escrever a música. Musicalmente, estávamos indo mais para a dança pura e eu estava ansioso para manter o New Order que conhecia e amava. Eu finalmente consegui colocar meu baixo na versão original. Mas, claro, a primeira coisa que qualquer remixador faz é tirar meu baixo e colocar o seu próprio. Às vezes tenho vontade de anexar uma nota dizendo: Que tal manter o baixo?".
"True Faith" nunca foi uma faixa em um álbum regular, embora tenha aparecido na maioria das coleções "best of" do New Order (Substance 1987, The Best of New Order, Retro, International, Singles e Total). A primeira apresentação pública da música aconteceu no Festival de Glastonbury de 1987; esta versão aparece no álbum BBC Radio 1 Live in Concert.
A versão original de 7 "da canção não apareceu em nenhum álbum até Total: From Joy Division to New Order, em 2011.

## Vídeo de música
O lançamento de "True Faith" foi acompanhado por um videoclipe surreal dirigido e coreografado por Philippe Decouflé e produzido por Michael H. Shamberg.
A sequência de abertura, mostrando dois homens se batendo, é uma referência à performance de vídeo de Marina Abramović e Ulay, Light / Dark, filmada em 1977. Dançarinos fantasiados então pulam, brigam e batem uns nos outros no ritmo da música, enquanto uma pessoa com maquiagem verde escura emerge de um saco de boxe de cabeça para baixo e assina as letras (em LSF). O vídeo foi muitas vezes votado entre os melhores videoclipes do ano. O canal da Sky Television The Amp, por exemplo, classificou-o como o melhor vídeo de 1987, os leitores da revista Smash Hits classificaram-no como o terceiro melhor vídeo de 1987 e ganhou o Vídeo Britânico do Ano em 1988. O vídeo foi inspirado no Triadisches Ballett do artista da Bauhaus Oskar Schlemmer.
A tonalidade geral, os temas e vários elementos do vídeo reapareceram na cenografia e coreografia de Decouflé para as cerimônias de inauguração dos Jogos Olímpicos de Inverno de 1992 em Albertville.

## Composição
A música é composta na tonalidade de Ré menor com um outro em Sol maior.

## Letra da música
Como é o caso de muitas canções do New Order desse período, as palavras do título não aparecem em nenhuma parte da letra.
A letra original incluía um verso que dizia "Agora que crescemos juntos / Eles estão todos usando drogas comigo". Hague convenceu Sumner a mudar a última linha para "Eles estão com medo do que veem" porque ele estava preocupado que, de outra forma, não fosse tocado no rádio. Ao tocar a música ao vivo, a banda geralmente usa a linha original. 
Durante uma apresentação ao vivo em 1993 em Reading, Sumner substituiu as primeiras linhas do segundo verso pela letra "Quando eu era um menino muito pequeno, Michael Jackson tocava comigo. Agora que crescemos juntos, ele está brincando com meu willy"  como uma referência às alegações de abuso sexual contra o cantor no ano em questão.

## Detalhes técnicos
"True Faith" foi gravada no Advision Studio One, com produção de New Order e Stephen Hague e foi projetada por David Jacob. De acordo com Hague, o estúdio apresentava uma placa SSL de primeira geração e grandes monitores Urei Time Align. "True Faith" foi criado usando uma ampla gama de equipamentos musicais eletrônicos. De acordo com uma entrevista em 'Sound On Sound' por Richard Buskin, Hague observa que a New Order forneceu um Yamaha QX 1, um sintetizador polifônico Octave Voyetra 8, um Yamaha DX 5 e um sampler Akai S900, enquanto forneceu um emulador de E-mu II e um E-mu SP12.

## Versões cover
O cantor inglês George Michael fez um cover de "True Faith" em 2011 em apoio ao fundo de caridade Comic Relief. Ao longo da música, os vocais de Michael são mascarados eletronicamente usando um vocoder, que gerou reações mistas. Em resposta, ele brincou: "As pessoas gostam de abrir exceções para mim". Atingindo nº 27 no UK Singles Chart, a canção fez sua estreia na televisão na BBC, como um dos cinco videoclipes gravados para o Red Nose Day 2011.

### Versão Lotte Kestner
O trailer do videogame de ação e aventura de 2020 The Last of Us Part II apresentou a personagem Ellie interpretando uma versão acústica da música, que se assemelha a um cover de 2011 de Lotte Kestner. Quando Kestner revelou que não havia recebido crédito por seu cover da música apresentada, o diretor do jogo Neil Druckmann se desculpou e culpou um descuido. A editora do jogo, a Sony Interactive Entertainment, investigou o assunto e Kestner foi posteriormente creditado em materiais promocionais.